# Руська Нива
«Руська Нива» — тижнева газета, орган Руської Хліборобської Партії, виходила в Ужгороді у 1920 — 1928 роках, спочатку етимологічним правописом, пізніше фонетикою. Редактори: Михайло Бращайко (1920—1924), М. Шутко (1924—1928).